# Empis oertus
Empis oertus är en tvåvingeart som beskrevs av Harris 1776. Empis oertus ingår i släktet Empis och familjen dansflugor. Inga underarter finns listade i Catalogue of Life.